# Carol Wood
Pour les articles homonymes, voir Wood.
Carol Saunders Wood, née le 9 février 1945 à Pennington Gap en Virginie, est une mathématicienne américaine, professeure émérite de mathématiques Edward Burr Van Vleck à l'université Wesleyenne. Ses recherches portent sur la logique mathématique et la théorie algébrique des modèles. 

## Biographie
Carol Wood est diplômée en 1966 du Randolph-Macon Woman's College, un collège méthodiste de Lynchburg, en Virginie. Elle soutient une thèse de doctorat intitulée Forcing for Infinitary Languages sous la direction d'Abraham Robinson, à l'université Yale en 1971.

## Activités professionnelles et associatives
Carol Wood enseigne à l'université Wesleyenne depuis 1972. Elle a effectué trois mandats de directrice du département de mathématiques de l'université, 1991-1993, 1999-2000 et 2002-2004. Elle est présidente de l'Association for Women in Mathematics de 1991 à 1993. Elle occupe plusieurs fonctions au sein de l'American Mathematical Society, elle est notamment membre du conseil d'administration de 2002 à 2007. Elle est membre du comité de l'AMS sur les femmes en mathématiques depuis sa création en 2012 et en est la présidente de 2012 à 2015. 
Wood prononce la conférence de rentrée du département de mathématiques de l'université de Californie à Berkeley en 1998. En 2012, elle est nommée fellow de l'American Mathematical Society et elle est nommée membre d'honneur de l'Association for Women in Mathematics dans la classe inaugurale (2018).